# Chalon-sur-Saône
Chalon-sur-Saône – miejscowość i gmina we Francji, w regionie Burgundia-Franche-Comté, w departamencie Saona i Loara.
Według danych na rok 1990 gminę zamieszkiwało 54 575 osób, a gęstość zaludnienia wynosiła 3586 osób/km² (wśród 2044 gmin Burgundii Chalon-sur-Saône plasuje się na 2. miejscu pod względem liczby ludności, natomiast pod względem powierzchni na miejscu 634.).
W miejscowości znajduje się stacja kolejowa Gare de Chalon-sur-Saône.
Urodził się tu uzdrowiciel Auguste Henri Jacob.

## Współpraca
- St Helens, Wielka Brytania
- Solingen, Niemcy
- Novara, Włochy
- Næstved, Dania